# Apteronotus caudimaculosus
Apteronotus caudimaculosus és una espècie de peix pertanyent a la família dels apteronòtids.

## Descripció
- Pot arribar a fer 28,7 cm de llargària màxima.
- Cap espina i 146-154 radis tous a l'aleta anal.
- Presenta dues bandes clares envoltant el peduncle caudal (la primera amb taques fosques irregulars).[5][6]

## Hàbitat
És un peix d'aigua dolça, bentopelàgic i de clima tropical.

## Distribució geogràfica
Es troba a Sud-amèrica: el Brasil.

## Observacions
És inofensiu per als humans.